# Sphegina kumaoniensis
Sphegina kumaoniensis är en tvåvingeart som beskrevs av Mutin 1998. Sphegina kumaoniensis ingår i släktet midjeblomflugor, och familjen blomflugor. Inga underarter finns listade i Catalogue of Life.